# Bienal de Cerveira
A Bienal de Cerveira é uma exposição de arte que se realiza a cada dois anos em Vila Nova de Cerveira, Portugal, desde 1978.
A fundação deve-se ao pintor Jaime Isidoro.
A histórica bienal reúne uma lista de artistas marcantes, muitos deles na altura em início de carreira: de Ângelo de Sousa a José Pedro Croft, de Fernanda Fragateiro a Rute Rosas, de Jorge Molder a Ana Vidigal, e Inês Osório, vencedora da 16ª Bienal.